# Dawn Aerospace
Dawn Aerospace is een Nederlands/Nieuw-Zeelands ruimtevaartbedrijf. Het bedrijf produceert anno 2025 satellietvoortstuwingssystemen met niet-giftige brandstoffen, evenals een onbemand snel herbruikbaar suborbitaal ruimtevliegtuig.

## Mk-II Aurora-ruimtevliegtuig
Dawn Aerospace maakte in juli 2020 het onbemande suborbitale ruimtevliegtuig Mk-II Aurora wereldkundig. Het doel van het prototype is om dezelfde dag nog volledig herbruikbaar te zijn, op te stijgen vanaf conventionele luchthavens en hoogtes van meer dan 100 km te bereiken voor experimenten in microzwaartekracht, hypersonics, aardobservatie en atmosferische wetenschap. Het ruimtevliegtuig werd aanvankelijk getest met straalmotoren op lage hoogte en later met raketmotoren op steeds grotere hoogten.
In mei 2025 kondigde Dawn Aerospace aan dat ze begonnen was met de verkoop van het Aurora-ruimtevliegtuig voor levering vanaf 2027. Hierbij wordt het verkoopsmodel van de luchtvaart gebruikt, waarbij de koper een vliegtuig koopt. Dit is tegenstelling tot het ruimtevaartmodel waar de koper plaats op een lancering koopt.
In juni 2025 werd de eerste koper bekendgemaakt. De Oklahoma Space Industry Development Authority (OSIDA) zal een Aurora Mark 2 in gebruik nemen met de Oklahoma Air and Space Port, in Burns Flat, als thuisbasis. 